# Escola de Mitjans Audiovisuals de Barcelona
L'Escola de Mitjans Audiovisuals de Barcelona (EMAV) és una escola pública de cinema i audiovisuals depenent del Consorci d'Educació de Barcelona que va ser fundada el 1970 per Josep Serra i Estruch.
L'oferta acadèmica del centre inclou 5  Cicles Formatius de Grau Superior (Animació, So, Il·luminació, Producció i Realització), 1 Cicle Formatiu de Grau Mitjà (Vídeo, Discjòquei i So), un Curs d'Especialització (Audiodescripció i Subtitulació) i un mitjà d'Ensenyaments Artístics (Assistència al Producte Gràfic Imprès - Perfil Fotografia), a més a més d'altres propostes formatives pròpies com ara cursos, workshops i masterclass.

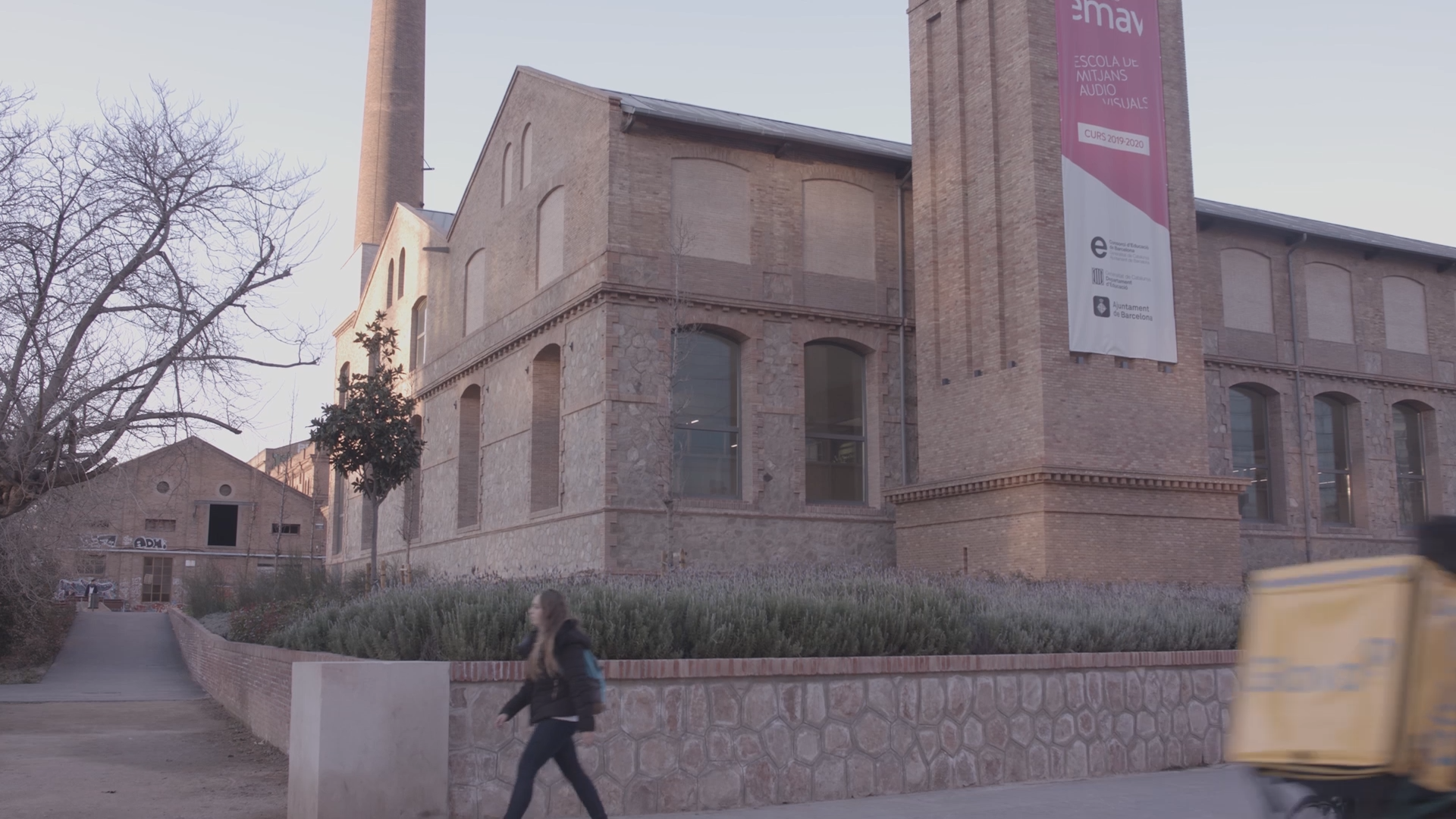
Nova seu de l'EMAV

Des del setembre de 2019 l'Escola té la seva nova seu al recinte fabril de Can Batlló al barri de La Bordeta.